# Peromyia galapagensis
Peromyia galapagensis är en tvåvingeart som beskrevs av Jaschhof 2004. Peromyia galapagensis ingår i släktet Peromyia och familjen gallmyggor. Inga underarter finns listade i Catalogue of Life.